# Jedro (algebra)
Jedro (oznaka {\displaystyle \mathop {\mathrm {ker} } (...)}) v različnih vejah matematike oziroma v abstraktni algebri meri stopnjo do katere homomorfizem ni več injektiven  .  
Pomemben primer je jedro matrike, ki se imenuje tudi ničelni prostor.
Definicije jedra imajo različne oblike, kar je odvisno od okolja v katerem podajamo definicijo. V vseh pa je homomorfizem trivialen samo, če in samo, če je homorfizem injektiven.